# Cadeillan
 Cadeillan  (en occitano Cadelhan Savés) es una población y comuna francesa, ubicada en la región de Mediodía-Pirineos, departamento de Gers, en el distrito de Auch y cantón de Lombez.

## Demografía
| 92 | 69 | 46 | 48 | 48 | 72 |
| Para los censos de 1962 a 1999 la población legal corresponde a la población sin duplicidades (Fuente: INSEE [Consultar]) |    |    |    |    |    |